# Autoschalter

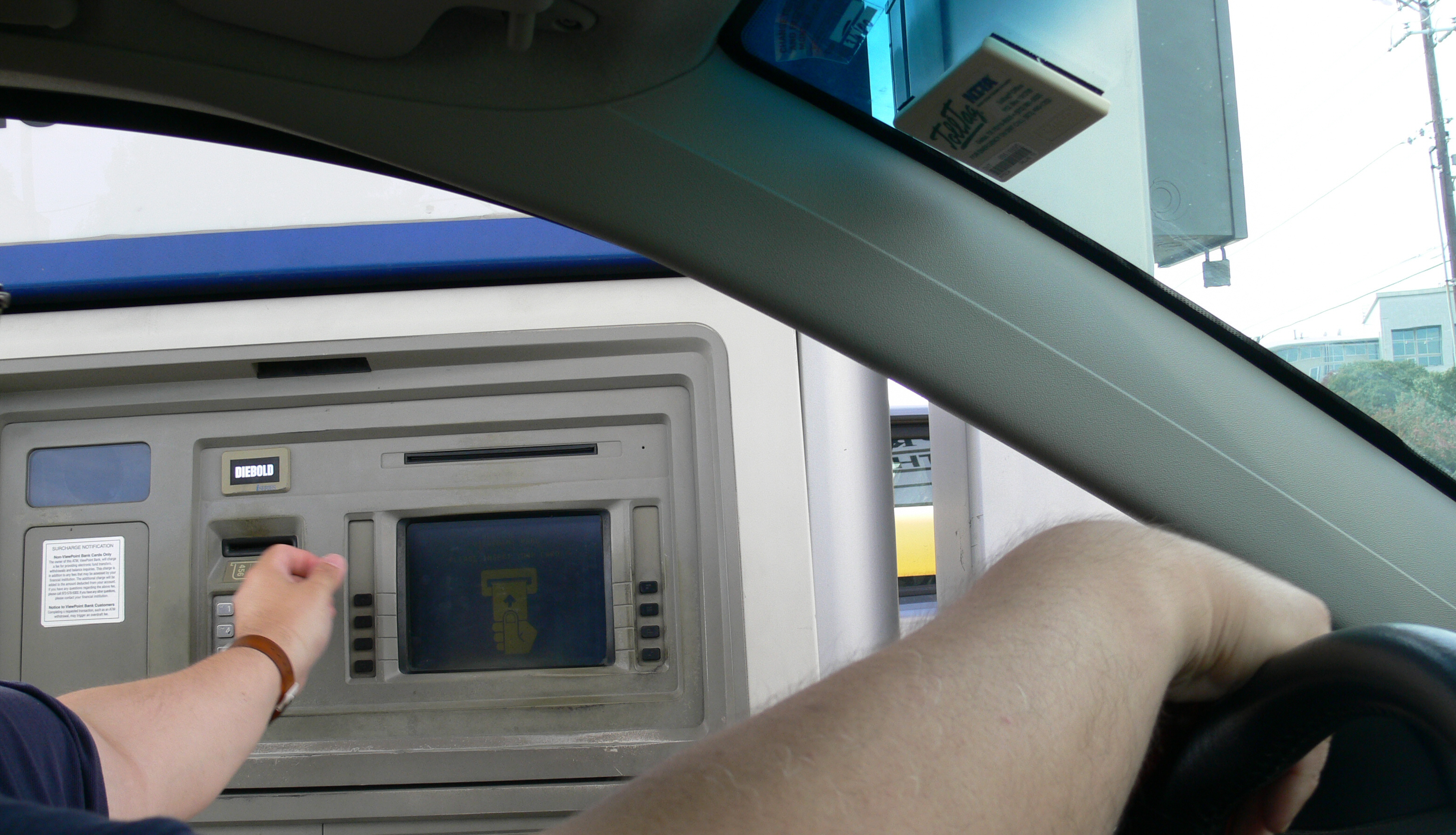
Drive-in Bankautomat

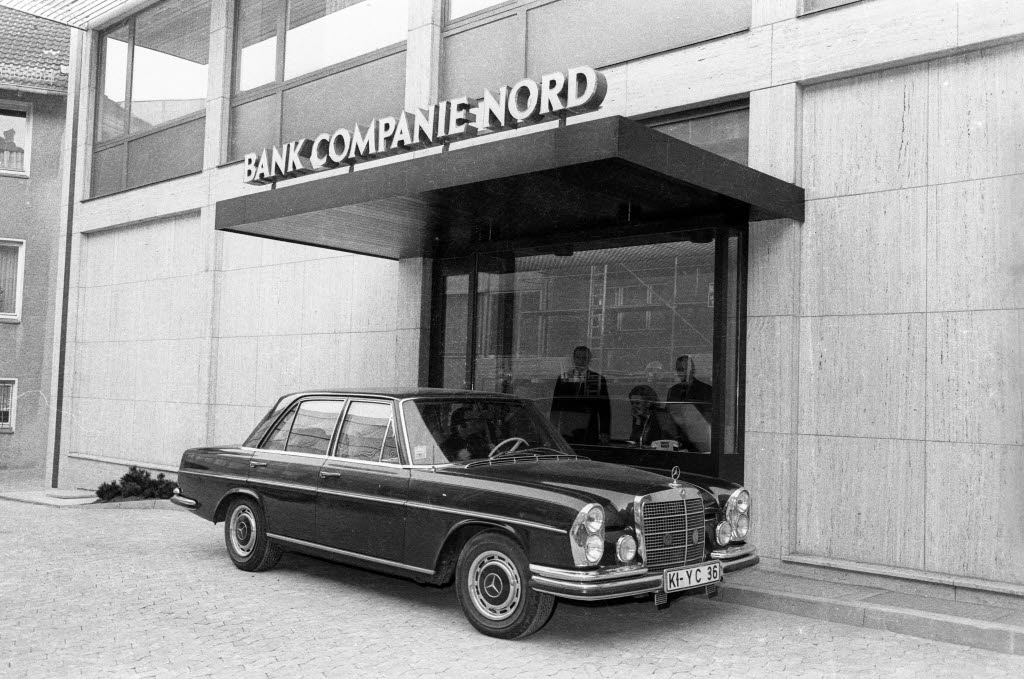
Autoschalter der Bank Companie Nord in Kiel, 1972

Als Autoschalter werden im deutschen Sprachraum sogenannte „Drive-in“- bzw. „Drive-thru“-Schalter von Banken bezeichnet.
Die Bankkunden fahren dabei im eigenen Auto rechterhand (in Ländern mit Linksverkehr: linkerhand) des Bankgebäudes vor. Der Schalter selbst besteht aus einer Sichtscheibe, einer gepanzerten Schublade und einer Gegensprechanlage. Durch die Sprechanlage nennt der Autofahrer dem Schalterangestellten hinter der Sichtscheibe sein Anliegen; durch die Schublade in Höhe des Autoseitenfensters werden Formulare und Bargeld hin- und hergereicht. Dabei ist die Schublade meist eine Sonderkonstruktion, bei der die Stirnplatte beim Ausfahren der Schublade nach vorne klappt, so dass der Autofahrer, für den die Lade ohnehin recht hoch liegt, nicht über die hohe Stirnplattenkante greifen muss. Wird die Schublade zurückgezogen, klappt die Stirnplatte wieder in die Senkrechte und schließt den Schubladenschacht mit allseitig breiten Überlappungen einbruchsicher ab.
Autoschalter waren die Vorläufer und jahrelang die größte Konkurrenz der Geldautomaten und sonstigen Bankautomaten (Kontoauszugsdrucker, Überweisungsterminals), werden aber mittlerweile immer weiter durch sie verdrängt.